# Castell Kuressaare
El castell de Kuressaare —en estonià: Kuressaare linnus; en alemany: Schloss Arensburg—, es també conegut com a castell episcopal de Kuressaare. El castell és una fortalesa situada a la ciutat de Kuressaare, a l'illa de Saaremaa, a l'oest d'Estònia.

## Història
El primer registre escrit que esmenta el castell data de finals del segle XIV, a la dècada de 1380, quan l'Ordre Teutònica  la seva construcció per als bisbes d'Ösel-Wiek. Algunes fonts afirmen que el primer castell fou construït amb fusta. Com que els habitants de Saaremaa oferien una forta resistència als intents de cristianització per part de les forces estrangeres, el castell va ser, sens dubte, part d'un esforç més ampli dels croats per prendre el control de l'illa. Des dels seus inicis, va ser una fortalesa del bisbe de Saare-Lääne —en alemany: Ösel-Wiek— i es va mantenir com un dels castells més importants del bisbat fins a la seva dissolució durant la Guerra de Livonia.

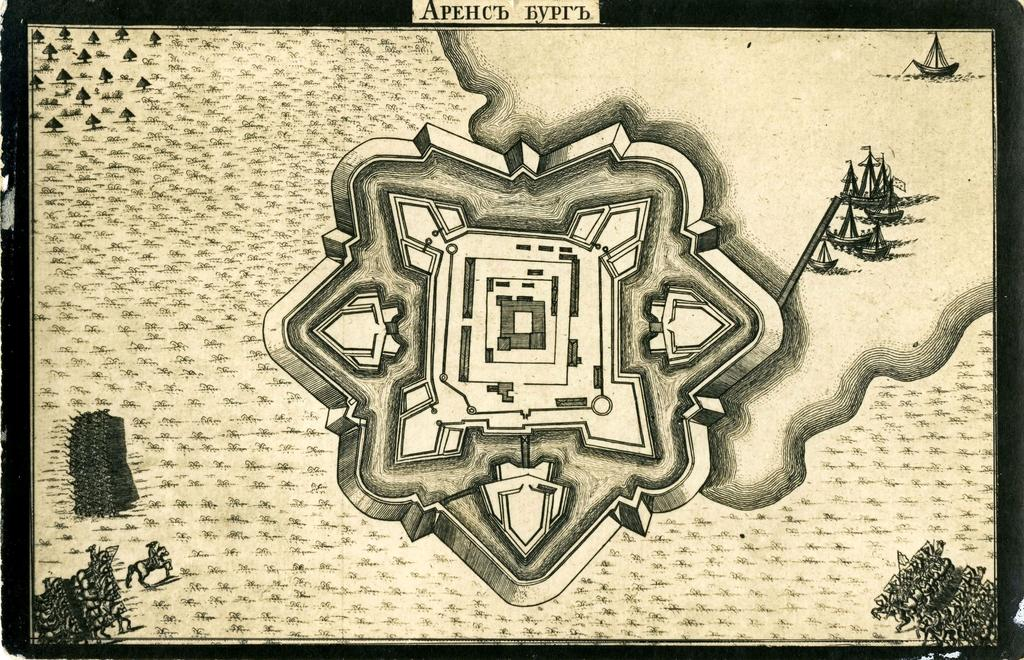
Plànol del castell i les muralles de Kuressaare de l'any 1710.

L'any 1559, Dinamarca-Noruega va prendre el control de Saaremaa i del castell de Kuressaare. Durant aquest període, es van modernitzar les fortificacions. Després de la Pau de Brömsebro, que va posar fi a la guerra entre Suècia i Dinamarca-Noruega entre 1643 i 1645, Saaremaa va passar a mans sueques. Aquests van continuar amb la modernització de la fortalesa fins a l'any 1706. Després de la Gran Guerra del Nord, Saaremaa i el castell de Kuressaare van passar a formar part de l’Imperi rus.

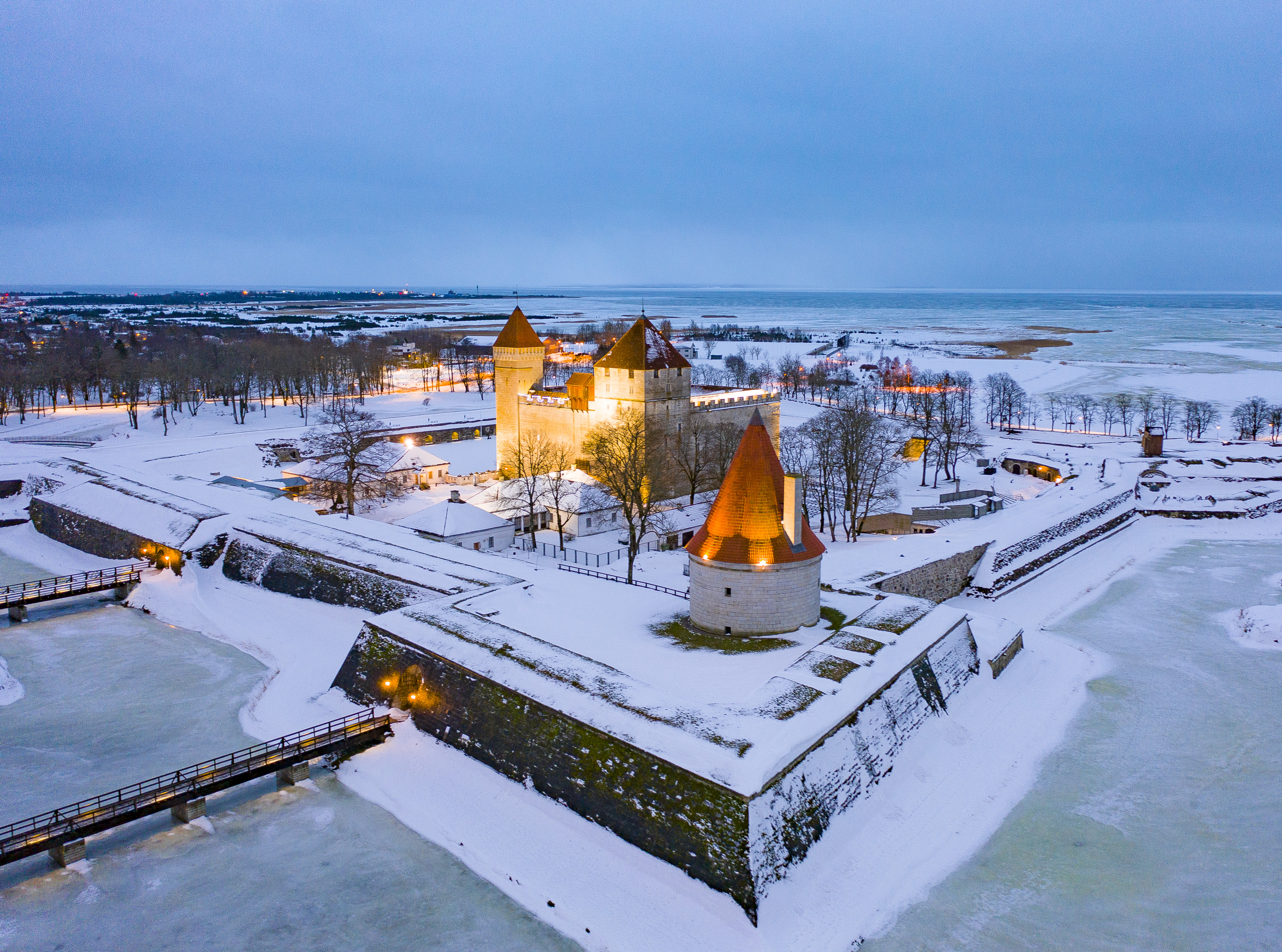
Castell de Kuressaare..

A mesura que les fronteres de l'Imperi Rus es van desplaçar cap a l'oest, la fortalesa de Kuressaare va anar perdent el valor estratègic. Especialment, després de la Guerra de Finlàndia i la Tercera Partició de Polònia, l'atenció militar es va allunyar d'Estònia. L'any 1836, després de la construcció de la fortalesa de Bomarsund a Åland, la guarnició russa es va retirar del castell de Kuressaare. El fet que el castell no s'utilitzés durant la Guerra de Crimea també demostra la pèrdua d'importància estratègica. Al segle xix, el castell va ser usat com a asil per a pobres. En el període entre 1904 i 1912, el castell va ser restaurat pels arquitectes Karl Rudolf Hermann Seuberlich i Wilhelm Neumann.
L'any 1941, el castell fou utilitzat com a bastió per les forces soviètiques d'ocupació, que van executar a 90 civils al pati del castell. Durant la posterior ocupació nazi, més de 300 persones van ser assassinades en els terrenys del castell.
L'any 1968 es va dur a terme una segona restauració, aquesta vegada dirigida per l'arquitecte Kalvi Aluve. Actualment, el castell alberga el Museu de Saaremaa.

## Arquitectura

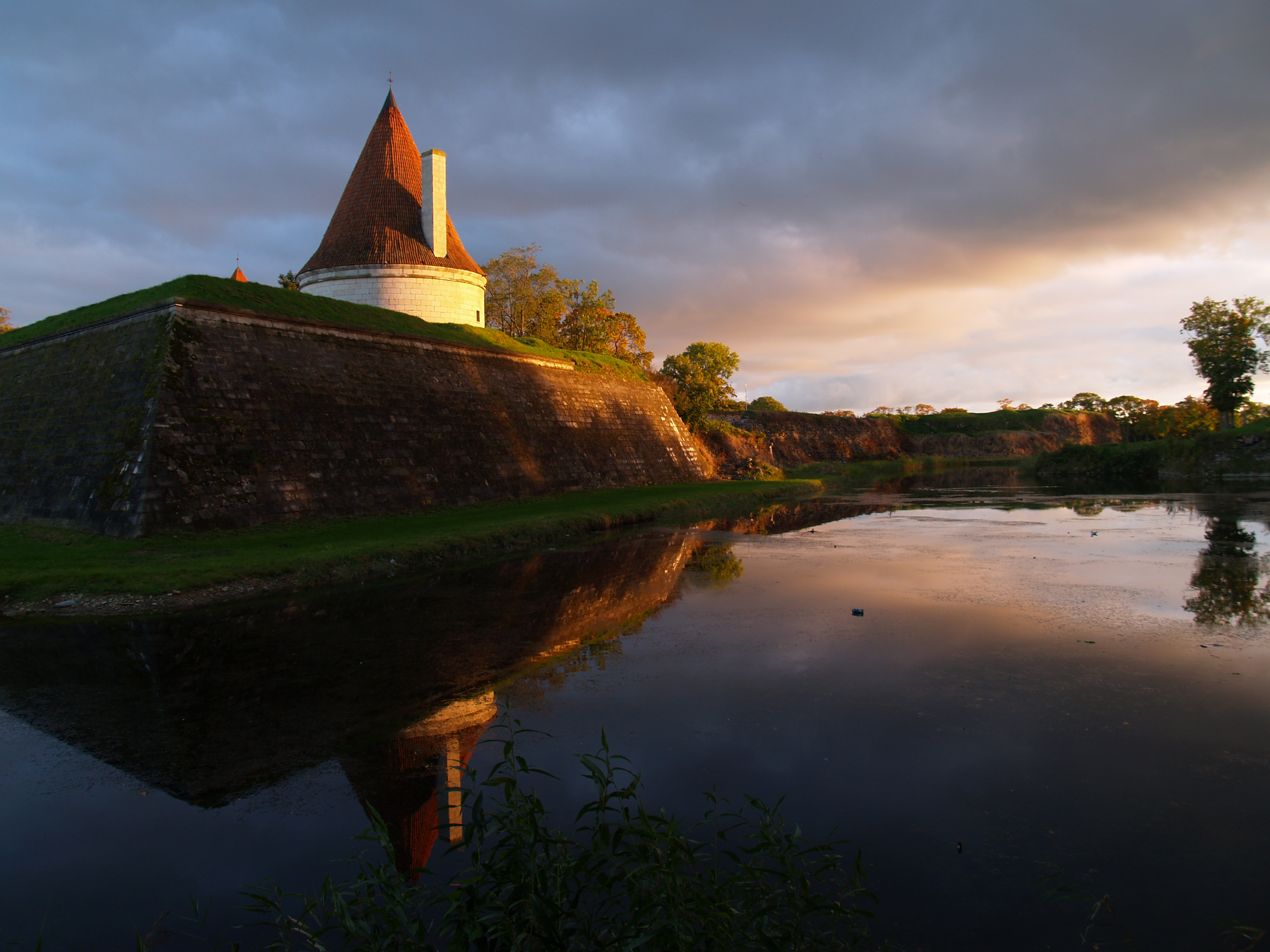
El bastió del nord.

El castell de Kuressaare és considerat una de les fortificacions medievals millor conservades d'Estònia.
D'estil gòtic tardà, el castell es caracteritza per la senzillesa formal. L'edifici central, conegut com a convent, té la planta quadrada i està disposat al voltant d'un pati interior. A la cantonada nord hi ha l'anomenada torre de defensa, que arriba als 37 metres d'alçada. A la dècada de 1980 es va restaurar una galeria defensiva amb merlets que recorre la part superior de l'edifici. La reixa llevadora i les defenses de la porta també són reconstruccions. A l'interior, el castell es divideix en un soterrani, utilitzat com a magatzem i equipat amb un sofisticat sistema de calefacció per hipocaust, i una planta principal, on hi havia les estances més importants. Aquí, un claustre envolta el pati i connecta les principals habitacions. Entre aquestes destaquen el refectori, el dormitori, la capella i les estances del bisbe, on s'exhibeixen onze epitafis barrocs tallats de nobles de Saaremaa.

A finals del segle xiv i començaments del segle xv, es va construir un mur de 625 metres al voltant del castell. A causa dels avenços en armament, entre els segles segle xvi i segle xvii es van afegir nous elements defensius. Erik Dahlbergh va dissenyar una fortalesa d'estil Vauban amb bastions i revellins, que majoritàriament encara es conserven. Quan la guarnició russa va abandonar la fortalesa en 1711, després de la Gran Guerra del Nord, va fer esclatar part de les fortificacions i del castell, encara que posteriorment algunes es van reconstruir. El 1861 va començar la transformació dels bastions en parc, sota la supervisió de l'arquitecte de Riga H. Göggingen.

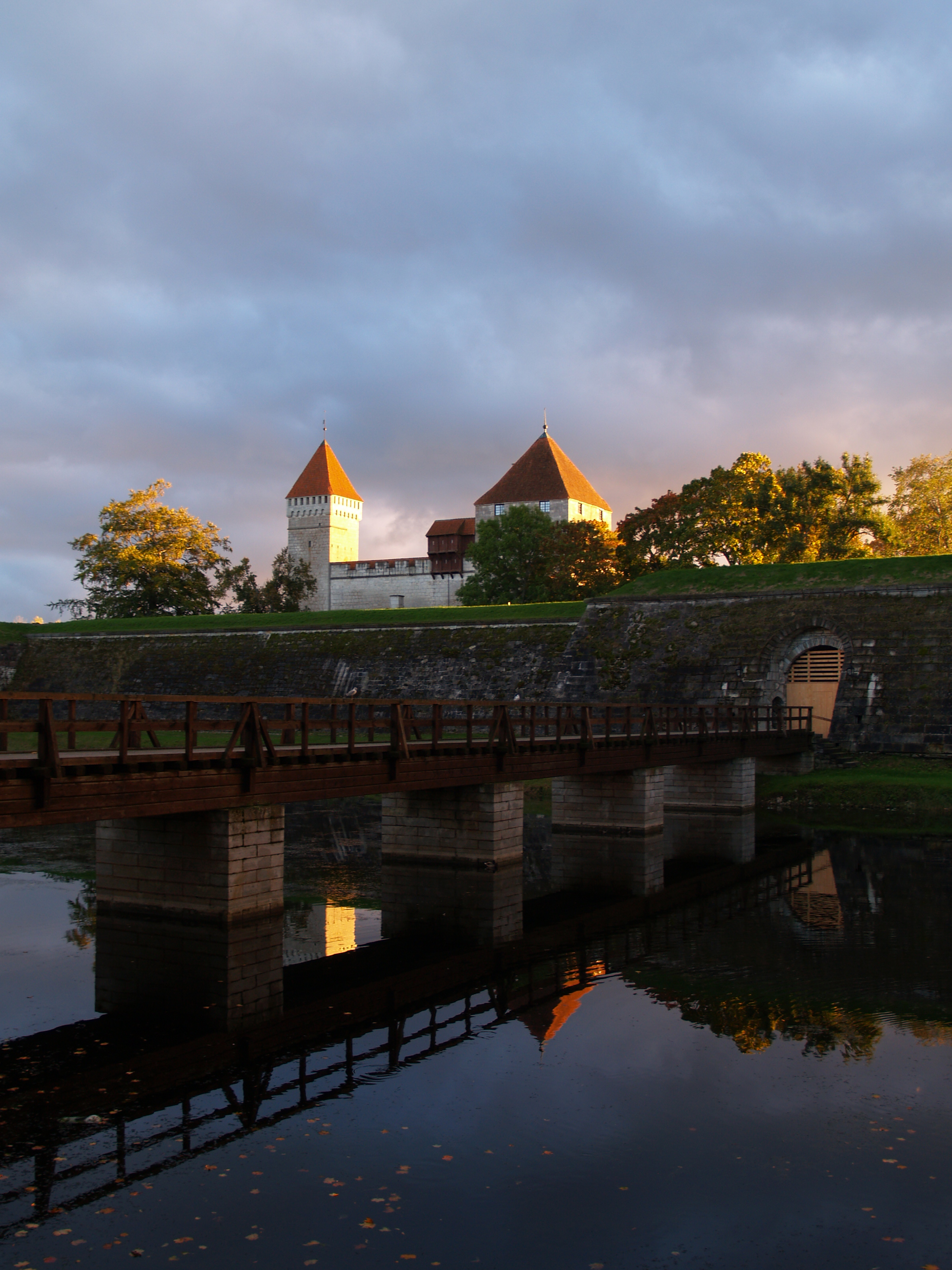
Pont cap al castell
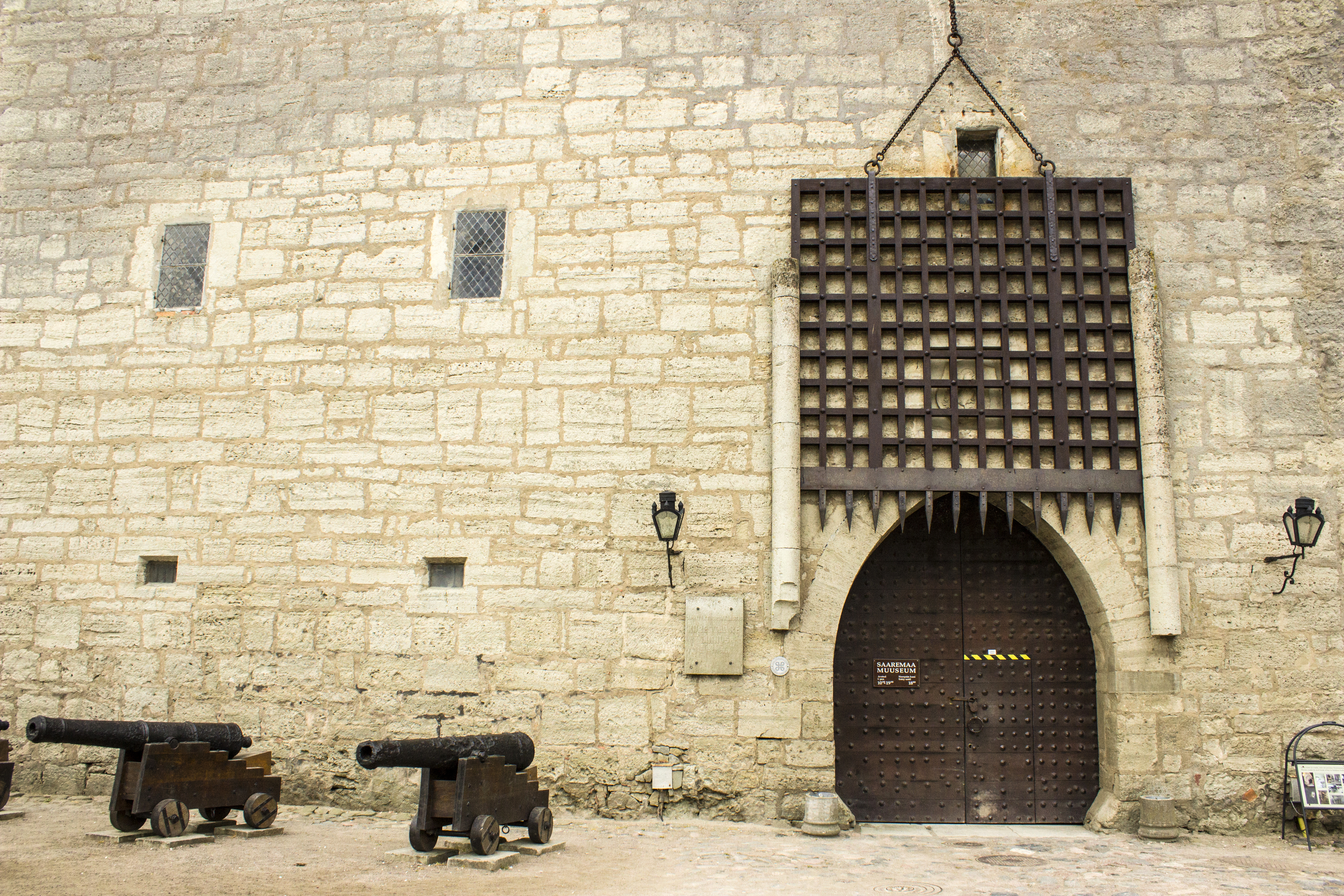
Porta principal
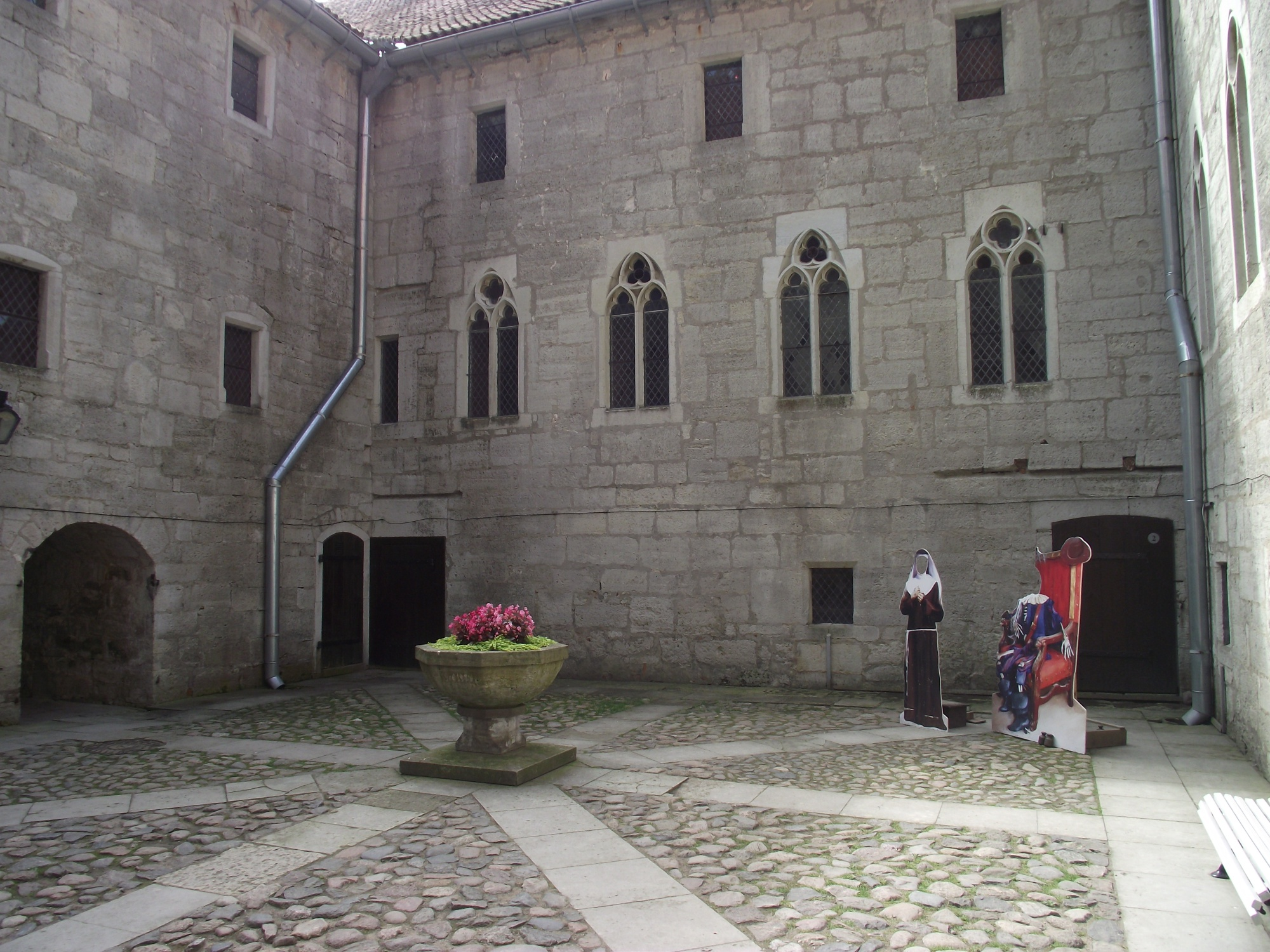
Pati interior
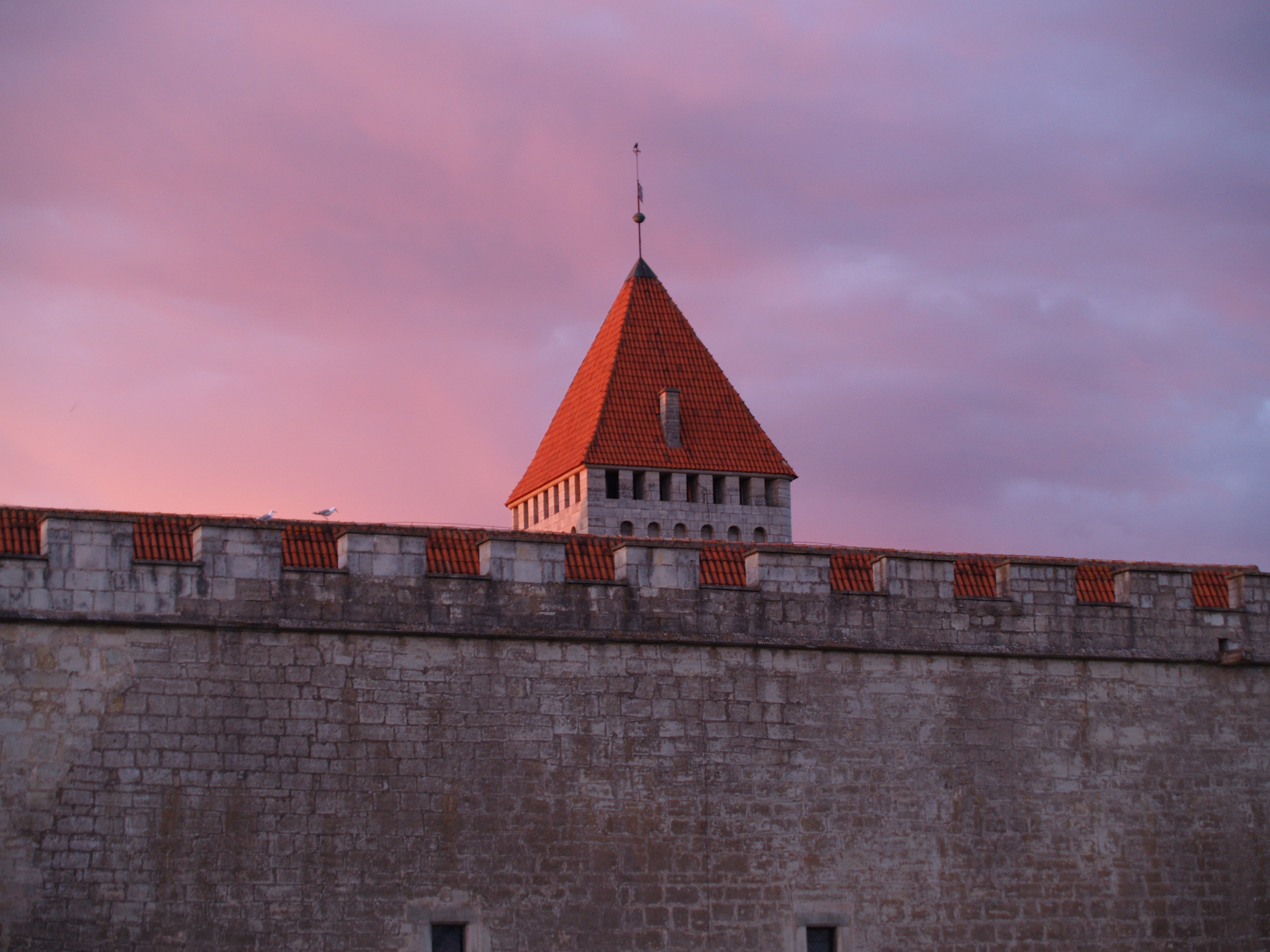
Torre de vigilància
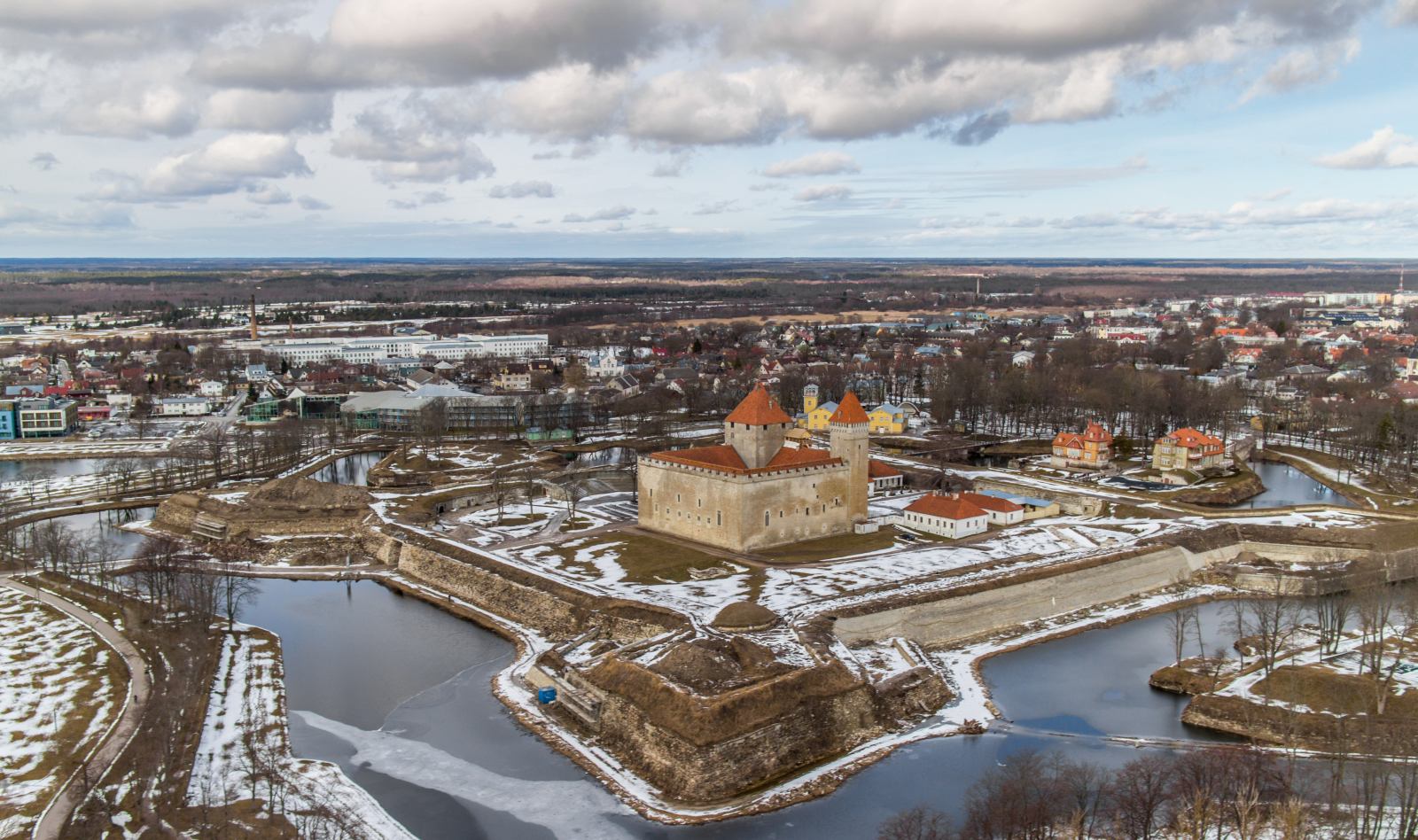
Visió general